# Janow
Koordinaten: 53° 47′ 11,6″ N, 13° 23′ 11,2″ O
Janow ist ein Ortsteil der Gemeinde Spantekow im Landkreis Vorpommern-Greifswald im Osten Mecklenburg-Vorpommerns. Er gehörte ursprünglich zur Gemeinde Neuendorf B.

## Geografie
Janow liegt einen Kilometer östlich des Ortes Neuendorf B. Abgesehen von einem Englischen Landschaftspark im Norden ist die Umgebung des Ortes von Ackerflächen und südlich von Weiden bzw. Wiesen geprägt. Das flache Gelände fällt von Nordosten nach Südwesten von 18 auf 14 m ü. NHN ab. Etwa einen Kilometer südlich von Janow liegt der zum Ortsteil gehörende Wohnplatz Janow Ausbau. Zwei Kilometer südwestlich liegt die Veste Landskron und dort verläuft der Große Landgraben.

## Geschichte

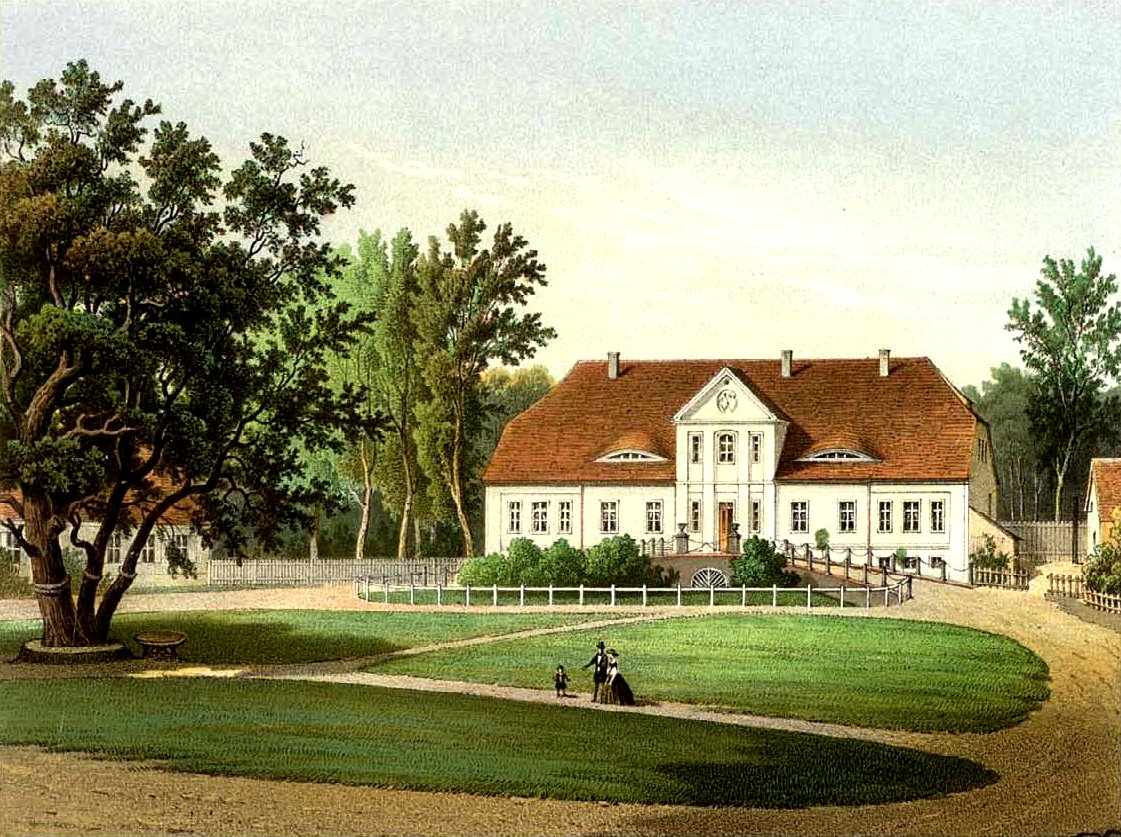
Altes Gutshaus Janow um 1860/61, Sammlung Alexander Duncker

Janow wurde 1183 erstmals als Chabowe und 1267 als Janow urkundlich erwähnt, die Nennung mit Chabowe ist aber nicht gesichert. Es ist eine slawische Gründung, wobei aber die gesamte Umgebung schon in der Stein- und Bronzezeit sehr stark besiedelt war, was durch die Großstein- und Hügelgräber, sowie ein langgestrecktes bronzezeitliches Gräberfeld und andere Funde belegt ist. Die namengebende Slawenzeit wird durch den Burgwall Janow, der auch mit dem Flurnamen Schwedenschanze benannt wird, belegt. Dieser Burgwall liegt jenseits des Landgrabens im Heideholz.
Janow ist in der Anlage ein typisches Gutsdorf. Das ritterschaftliche Gut war seit dem 16. Jahrhundert im Besitz der Familie von Schwerin.
Zum Hauptgut Janow gehörten die Pertinenzen Rehberg, Neuendorf, Hohenbrünzow und Strehlow. Das Gut mit 1000 ha blieb bis 1945 im Besitz der Familie, letzter Besitzer war Wolf Dietrich von Schwerin.
Bis zum 31. Juli 1946 war Janow ein Ortsteil der Gemeinde Krien und nachfolgend ein Ortsteil der Gemeinde Neuendorf B. Mit deren Auflösung kam Janow am 1. Januar 2012 zur Gemeinde Spantekow.

## Sehenswürdigkeiten
Herrenhaus

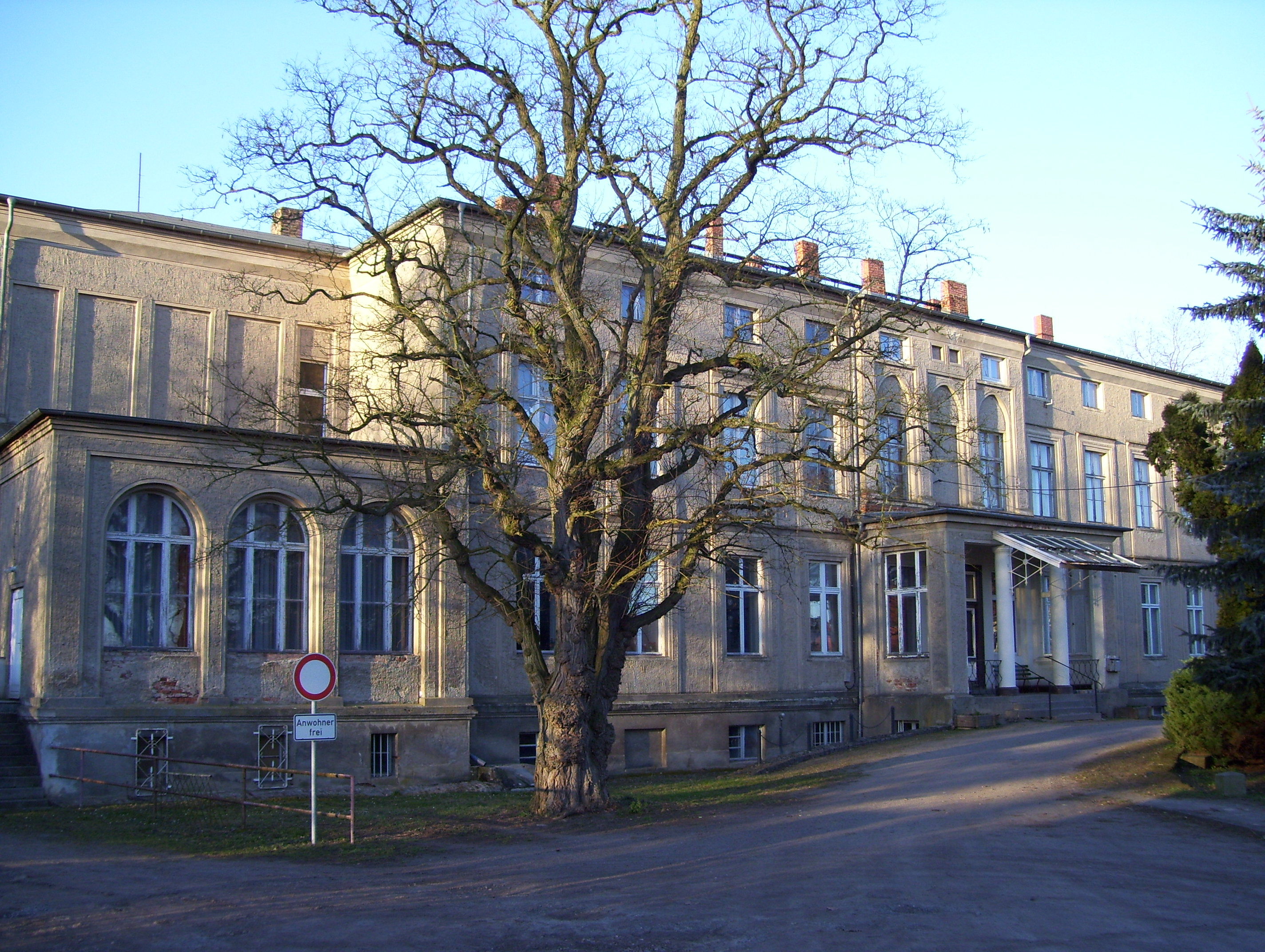
Dorfseite des Herrenhauses Janow

Bereits von 1813 bis 1816 wurde ein eingeschossiges Herrenhaus im klassizistischen Stil mit 13 Achsen und zweistöckigem Mittelrisalit errichtet. Es hatte auch noch zwei Kavaliershäuser seitlich. Bauherr war Carl August Bogislaw von Schwerin. 
Auf Veranlassung von Albert Julius Graf von Zieten-Schwerin wurde dieses 1877 durch den bis heute erhaltenen, später jedoch stark vereinfachten Bau im Schlosscharakter ersetzt. Das zweigeschossige und elfachsige Herrenhaus mit Seitenflügeln entstand im neoklassizistischen Stil. Die hofseitige Hausmitte ist risalitartig ausgeführt. Ein an der Ostseite befindlicher, viergeschossiger Turm und der dreiachsige Westflügel sind nicht mehr erhalten. Graf Zieten-Schwerin hatte mehrere Güter in Brandenburg und in Pommern. Das Rittergut Janow umfasste etwa 1082 ha und war damit eine mittelgroße Besitzung. 
Letzter Gutsbesitzer bis zur Enteignung im Jahr 1945 war Wolf Dietrich von Schwerin-Rehberg-Wustrau (1901–1955).
Nachfolgend wurde es als Kindergarten und Verwaltungsgebäude genutzt. Bis 2009 gehörte es der Gemeinde und es befanden sich eine Heimatstube und eine Wohnung in ihm. 2009 wurden das Haus und der in der ersten Hälfte des 19. Jahrhunderts im Stil eines Englischen Landschaftsgartens angelegte und 10 Hektar große Gutspark an ein Ärzte-Ehepaar aus Hannover verkauft.
Park
Der 10 ha große englische Landschaftspark hat viele ansehenswerte Details. Er hat verzweigte Teiche, einen später mit einem Eiskeller ausgebauten Turmhügel, Pavillons und gepflegte Wege. Zum Gut wird der Park von einer Mauer, kaschiert durch eine Kopf-Lindenallee, abgegrenzt. Ein Winterlindenrondell umgrenzt eine Art Tanzfläche. Im Park befinden sich auch zwei erhaltene Gedenksteine der Schwerin.
- Turmhügel Janow

Veste Landskron

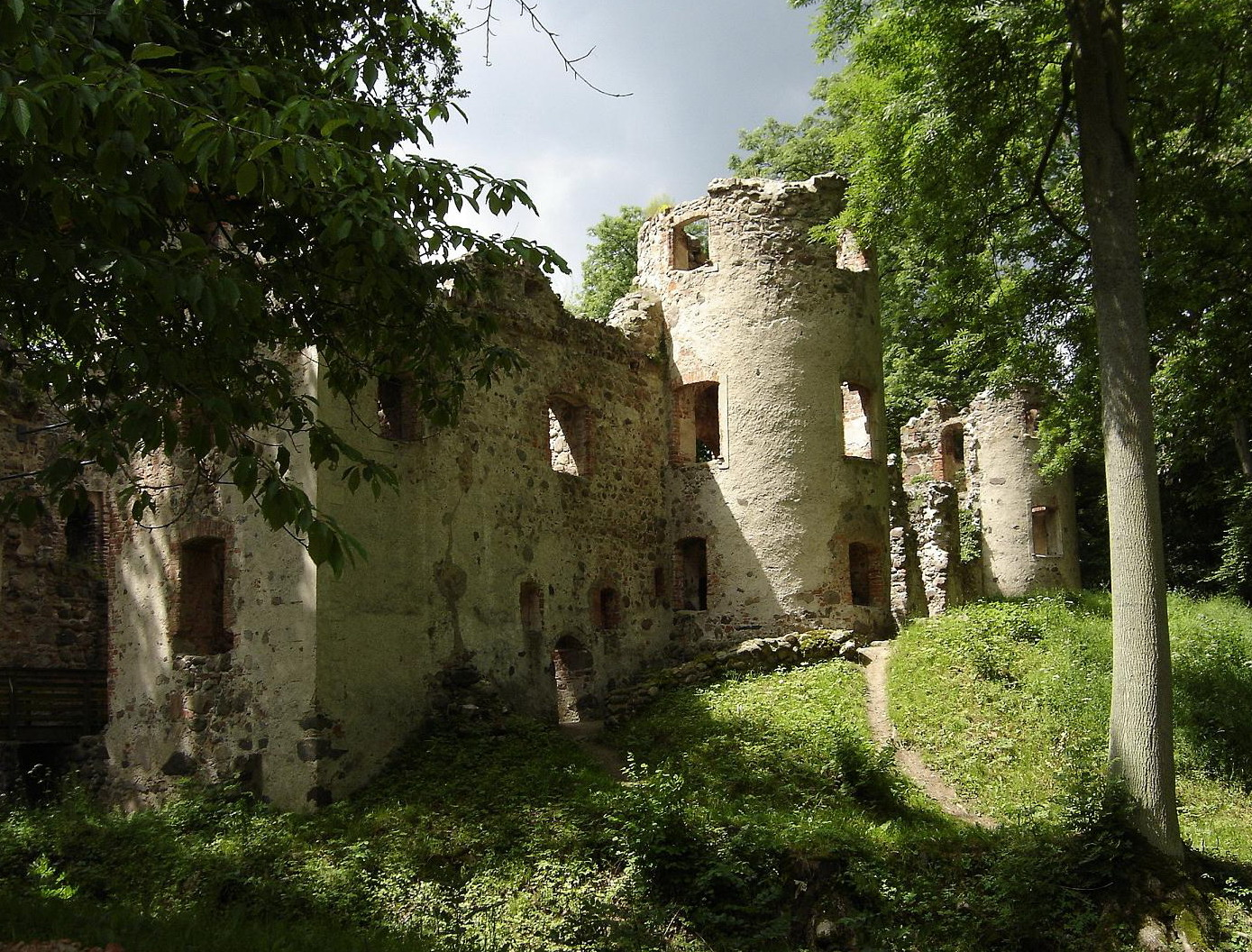
Burg Landskron bei Janow

Die Ruine der in der zweiten Hälfte des 16. Jahrhunderts errichteten Burg befindet sich zwei Kilometer südlich des Ortes.
Burgwall Janow
Die Slawenburg liegt jenseits der Veste Landskron und des Großen Landgrabens 3 km südlich von Janow.

## Verkehr
Janow ist über den Anschluss Anklam der Bundesautobahn 20 und die Bundesstraße 199 in vier Kilometern zu erreichen. Von der Bundesstraße zweigt die Kreisstraße 60 ab, die durch Neuendorf B und Janow zur Gemeinde Spantekow führt. Rangniedere Straßen verbinden Janow mit der B 199 sowie mit Iven und der Burg Landskron.
Zum Erreichen des nächsten Bahnhaltepunktes in Gnevkow an der Strecke Stralsund–Neustrelitz müssen 17 Kilometer zurückgelegt werden.